# Parc national de Sri Venkateswara
Le parc national de Sri Venkateswara est situé dans l'État de l'Andhra Pradesh en Inde.